# Kanusport

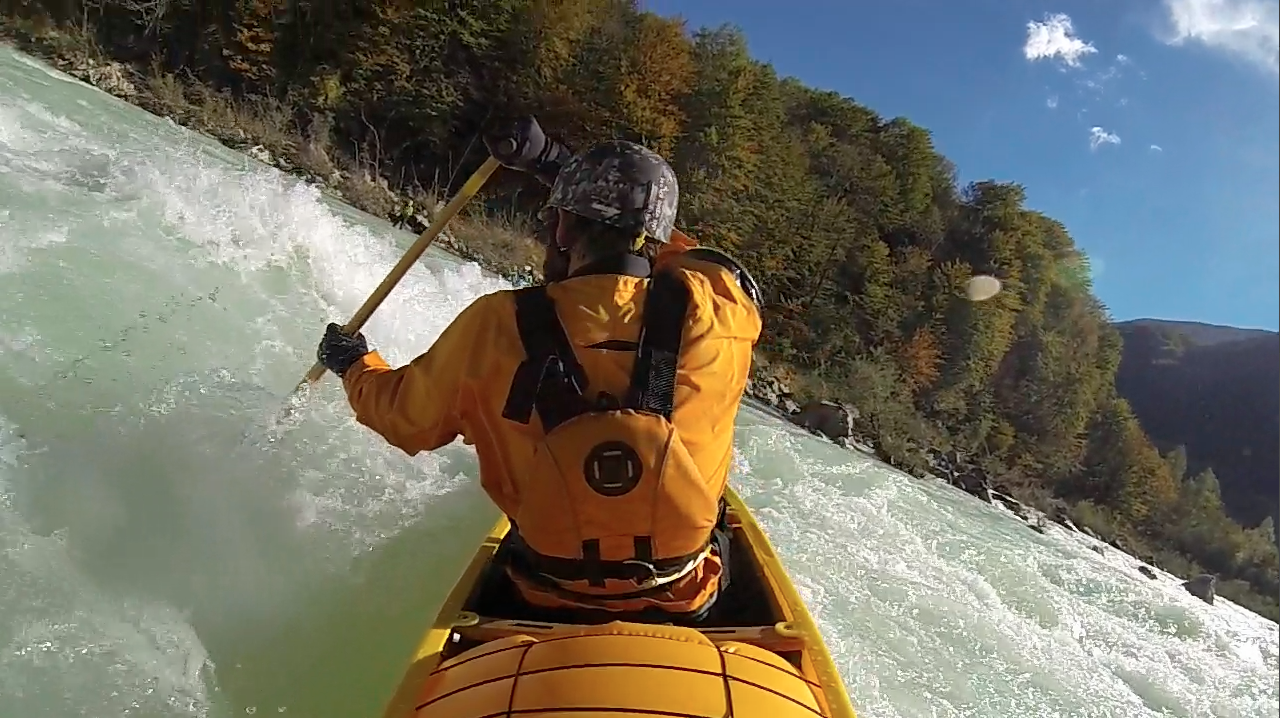
Wildwasser-Kanu auf der Friedhofsstrecke der Soca – bei diesem Wasserstand WW III-IV, Slowenien

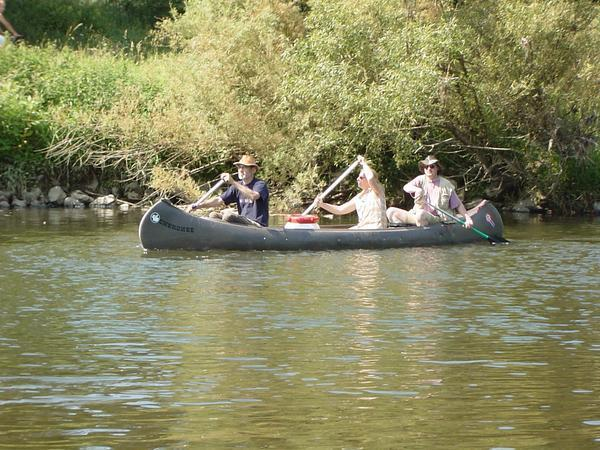
Kanuwandern auf der Sieg

Kanusport ist eine Wassersportart, bei der ein Kanute mit einem Kanu in Blickrichtung vorwärts fährt und sich durch Schläge mit einem Paddel fortbewegt. Im Gegensatz zum Rudern besteht dabei keine feste Verbindung des Paddels zum Boot. Englische Kapitäne brachten die ersten Kanus im 16. bis 17. Jahrhundert nach Europa. Gegen Ende des 18. Jahrhunderts brachten englische Studenten Kanus auch nach Deutschland. Der Sport wird als Kanuwandern auf Flüssen, als Wildwassersport, als Wettkampfsport und in mehreren Spezialdisziplinen betrieben. Dabei kommen unterschiedliche Bootstypen zum Einsatz.

## Allgemein

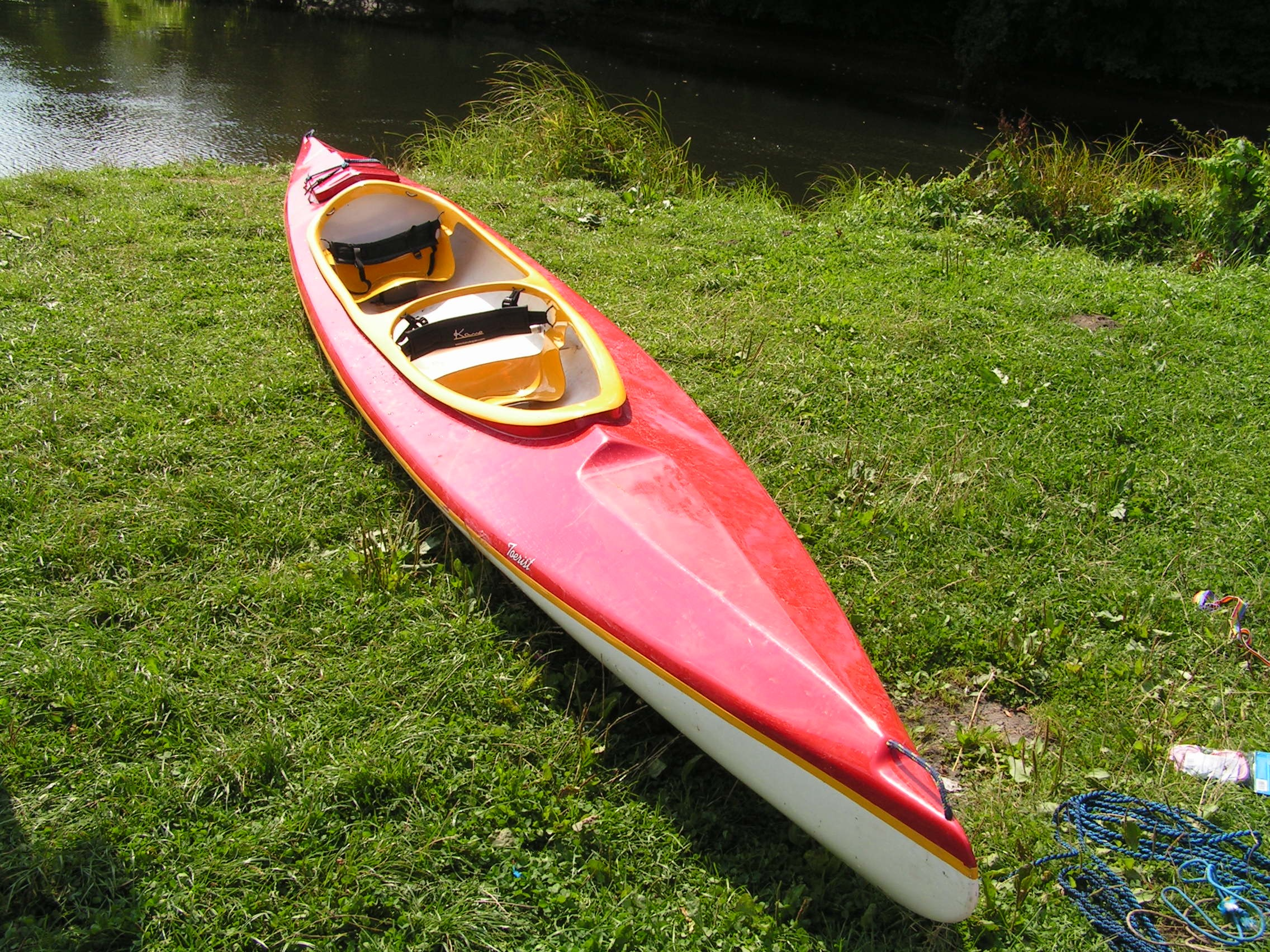
Kajak aus GFK mit offenem Deck und Gepäckluke

Traditionell gab es die beiden Bootstypen des Kajaks und des Kanadiers. Die Briten bauten diese nach und verwendeten dabei die Bauweise von Ruder- und Segelbooten. So stellten die ersten Kanus in Europa eine Mischung verschiedener Bootstypen dar.
Waren die ursprünglichen Kajaks immer geschlossen und Kanadier offen, so kann man moderne Kanus nicht mehr eindeutig daran unterscheiden. Neben der Sitzposition ist das wichtigste Unterscheidungsmerkmal das Paddel. Kajaks verwenden ein Doppelpaddel und Kanadier ein Stechpaddel.
Die Kajaks der Eskimos waren als Jagdboote Einerkajaks und sehr leichtläufig. Obwohl sich das Faltboot an deren Bauweise orientiert, wurden anfänglich häufig Zweierfaltboote verwendet. Mit dem Aufkommen der individuellen Mobilität durch das Auto und der Entwicklung von Kunststoffbooten in den 1950er und 1960er Jahren verschob sich der Gebrauch hin zu Einerkajaks aus Kunststoff. Dies hatte auch eine Auswirkung auf die einzelnen Disziplinen und Techniken. So wurden das Kanupolo und Wildwasserpaddeln erst mit den stabileren Plastikbooten populär. Bestimmte Disziplinen werden ausschließlich mit Kajaks durchgeführt. Kanupolo zum Beispiel wird ausschließlich mit einem speziellen Kajak gespielt. Faltboote, die es auch als Kanadier gibt, finden ihre Verwendung bei Fernreisen, militärischen Spezialeinheiten und bei Liebhabern.
Auch viele moderne Kanadier sind für mehrere Personen gebaut. Eine hohe Transportkapazität bedeutet jedoch meist auch ein etwas schwergängigeres Boot. Kanadier haben daher ihren Schwerpunkt beim Wasserwandern. Kanadier waren für mehrere Fahrer gebaut.
Auch hier haben moderne Materialien Einzug gehalten. Zwar sind sie nicht geeignet für das Küstenkanuwandern außerhalb geschützter Bereiche, aber sie können auch sehr wildwassertauglich sein. Beim Playboating ist es schwerer manche Manöver mit einem Stechpaddel zu fahren es sind aber alle Tricks wie mit einem Doppelpaddel möglich.
Bei beiden Bootstypen gibt es sehr viele Variationen. Neben den Maßen für Länge und Breite beeinflusst auch die Form des Rumpfes über den imaginären Hauptspant die Eigenschaften. So gibt es einen Rundspant, Knickspant, U- oder V-Spant, und verschiedene Zwischenformen. Auch der Kielsprung beeinflusst die Eigenschaften. Unterschiedliche Boote stehen für die verschiedenen Körpergrößen, Gewässer und Einsatzgebiete zur Verfügung.
Später kamen zu den Kajaks und Kanadiern weitere Bootsarten, die mit einem Paddel bewegt werden, hinzu, die nicht genau in diese beiden Kategorien passen, wie zum Beispiel das Auslegerkanu und das Drachenboot. Beide werden mit einem Stechpaddel bewegt. Andere Bootssportarten werden abhängig vom jeweiligen nationalen Verband zum Kanusport gezählt, wie zum Beispiel das Rafting.

## Bezeichnung
Da im Englischen alle Paddelboote als canoes bezeichnet wurden, hat sich in Europa die Bezeichnung Kanu-Sport als Oberbegriff für alle Sportarten mit Paddelbooten etabliert. So werden auch alle Paddelsportler als Kanuten bezeichnet, während etwa im Amerikanischen zwischen kayak (Kajak) und canoe (Kanadier) unterschieden wird. Im Französischen werden Kanuten als kayakiste bezeichnet, während der Ausdruck canoë-kayak den Sport beider Bootsarten beschreibt. Im Spanischen steht die Piroge für die Paddelboote. Es gibt auch den neutralen Ausdruck Paddelsport.
Der Begriff Kanadier in Europa entstand vermutlich aus einem Missverständnis, als das open canadian style canoe aus Kanada, dem damals von der American Canoe Association anerkannten offenem Kanu, stellvertretend für alle nordamerikanischen Kanus angesehen wurde. Das Kanu aus Maine aus Holz und Tuch, welches erst 1934 anerkannt wurde, wurde dann auch als Kanadier bezeichnet.
Die beiden Bootstypen verwenden als Abkürzung auch den Anfangsbuchstaben ihres ursprünglichen Namens aus Nordamerika. So werden Kajaks mit dem Buchstaben K und Kanadier mit C für Canoe abgekürzt. Dahinter schreibt man die Anzahl der Kanuten. So ist zum Beispiel ein K1 ein Kajakeiner, und ein C2 ein Kanadierzweier. Die Abkürzung F für Faltboote ist heute kaum gebräuchlich, seit sie nicht mehr eine eigene Disziplin bei den Olympischen Spielen stellen. Offene (Wildwasser-)Kanadier werden dagegen als OC1 oder OC2 abgekürzt – für "Open Canoe".

## Geschichte

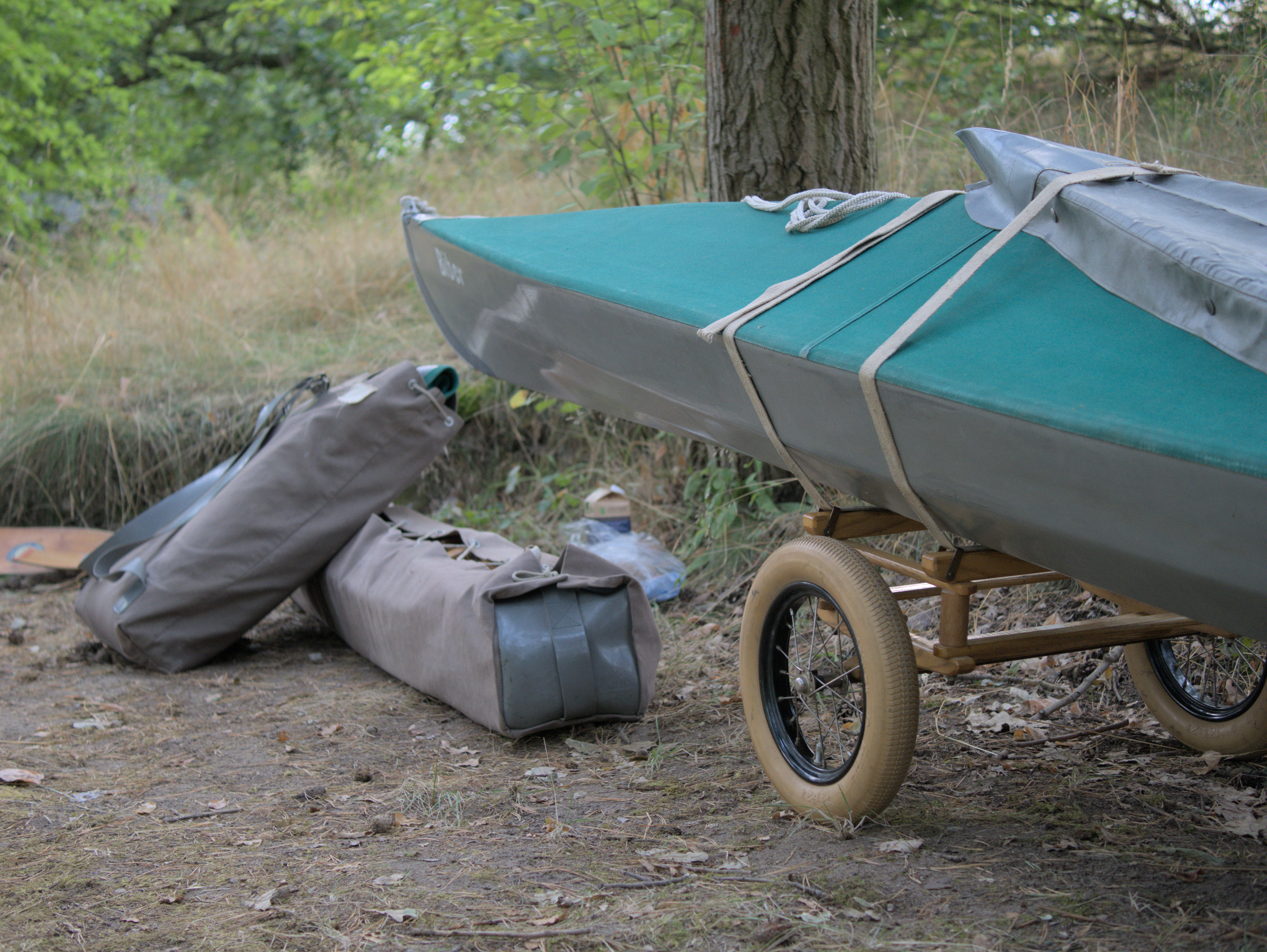
Zwei Pouch-Faltkajaks E65 auf Wanderfahrt, eines verpackt, das andere aufgerüstet auf einem Transportwagen

Englische Schiffskapitäne brachten die ersten Kanus im 16./17. Jahrhundert nach Europa. Etwa Ende des 18. Jahrhunderts brachten englische Studenten Kanus auch nach Deutschland. Anfang des 19. Jahrhunderts sind vereinzelte Grönländer, wie damals die Kajaks genannt wurden, in Deutschland aufgetaucht und dokumentiert. 1860 wurde in Breslau durch den Anstoß englischer Studenten der erste Grönländer-Club gegründet. Der Schotte John MacGregor veröffentlichte 1866 A Thousand Miles in the Rob Roy Canoe on Rivers and Lakes of Europe und trug damit zur Popularität des neuen Sports bei.
Die Bauweise der ersten Paddelboote orientierte sich noch mehr an den damaligen Ruder- und Segelbooten und waren recht schwer. Erst 1907 begann Johann Klepper mit dem Bau von Faltbooten.
Vor der Erfindung des Faltbootes breitete sich der Kanusport hauptsächlich in Nord- und Mitteldeutschland aus. Der Rücktransport war gegen die stärkere Strömung der Flüsse in Süddeutschland schwierig. Viele Kanuvereine wurden von englischen Studenten gegründet, die den Sport während des Studiums weiter ausüben wollten. Zentren waren in Leipzig, Berlin und Hamburg. Auch viele ehemalige Ruderer wechselten auf ein Kanu, denn man benötigte weniger Platz auf den Flüssen und keine Mannschaft.
Das erste Rennen mit Paddelbooten in Europa wurde im Rahmen einer Ruderregatta im Jahre 1862 in Budapest ausgetragen. Herbert Klintz aus Köln organisierte 1870 die erste Regatta in Deutschland. Da damals die Trennung zwischen Paddeln und Rudern noch nicht so streng gehandhabt wurde, sind Informationen zum Beginn des Kanusports in den ersten Jahren nicht immer eindeutig.
Viele frühe Vereine waren den Rudervereinen angeschlossen. 1905 wurde in Hamburg der Alster-Canoe-Club gegründet, der älteste noch bestehende Kanuverein, und 1914 fand in Hamburg die Gründung des Deutschen Kanu-Verbandes (DKV) statt.
Die ersten Meisterschaften in Deutschland fanden 1919 statt. Im Jahr 1920 beschloss der Deutsche Kanutag eine Klasseneinteilung der Kanus in Kajaks (K) und „Canadier“ (C). Diese Bezeichnungen sind bis heute gültig.
Die Gründung des Österreichischen Kanu-Verbandes erfolgte am 6. August 1922. Der Vorläufer des Schweizerischen Kanu-Verbandes wurde am 17. Mai 1925 als Vereinigung Schweizerischer Flusswanderer in Brugg gegründet.
1924 wurde der Vorläufer der Internationale Kanuverband (ICF) gegründet. Im selben Jahr wurden bei den Olympischen Spielen in Paris Kanurennen als Olympische Demonstrationssportarten vorgestellt. 1927 wurde Kanupolo eine neue Wettkampfgattung des DKV, seit 1933 gibt es Europameisterschaften im Kanurennsport, und 1934 wurde Kanusport vom IOC als olympische Sportart bestätigt. Olympisch wurde Kanusport zuerst bei den Olympischen Spielen 1936 ausgetragen, und in Berlin-Grünau wurde die erste olympische Kanuregatta durchgeführt. Österreich nahm eine dominierende Rolle ein, und Deutschland nahm durch seine Erfolge auf der langen Strecke einen zweiten Platz ein. 1938 wurden die ersten Weltmeisterschaften (WM) im Kanurennsport in Växholm (Schweden) ausgetragen.
1927 reist Bernhard Grügor in 2,5 Monaten Mit Faltboot und Fahrrad von Deutschland nach Afrika, so der Titel seines Buchs aus Leipzig, 1930 – mit Bericht samt Fotos. Vor dem Zweiten Weltkrieg paddelte der Deutsche Oskar Speck in einem Faltboot von Deutschland bis nach Australien.
Zwar nehmen seit den Olympischen Spielen 1948 in London auch Frauen teil, jedoch nur in Kajaks. Für die Olympischen Spiele 1960 wurden die 10-km-Rennen gestrichen und die 4 × 500-m-Staffel eingeführt, jedoch schon 1964 wurde wieder die Staffel gestrichen, und dafür der Vierer-Kajak eingeführt. Zwar wurden 1972 vier neue olympische Disziplinen im Kanuslalom auf dem Augsburger Eiskanal eingeführt, diese jedoch 1976 zugunsten von vier 500-m-Disziplinen im Kanurennsport wieder aufgegeben. Erst 20 Jahre später (1992) wurde Kanuslalom wieder olympisch.
2003 wurde die Paddel-Rodeo-WM auf der modifizierten Mur unterhalb der Hauptbrücke (heute: Erzherzog-Johann-Brücke) in Graz, A ausgetragen. Die dafür zum Erzeugen eines Wassersprungs links des Brückenpfeilers eingelegten Steinblöcke wurden mittlerweile durch Hochwässer verschoben.

## Gesundheitliche Aspekte

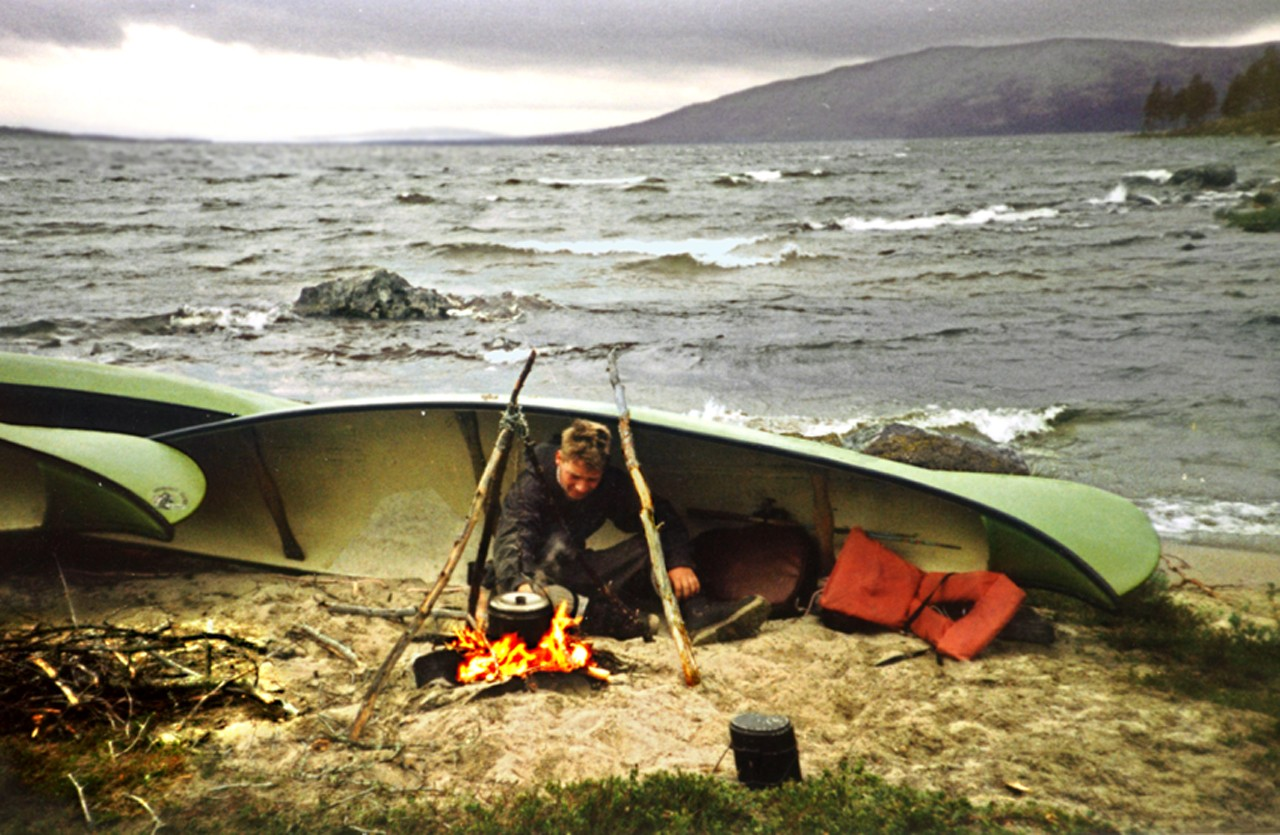
Windschutzpause bei einer Sturmsituation am Femund

Kanusport kann je nach Disziplin Kraft, Ausdauer, Koordination, Gleichgewichtsgefühl und Taktik fordern. Es kann als Ziel auch die Entspannung im Vordergrund stehen oder das Paddeln kann Teil von Expeditionen sein. Da die Bewegung des Paddels über die Arme und den Rumpf auf das Boot übertragen werden, ergeben sich dort die stärksten Belastungspunkte. Neben der dynamischen Belastung des Oberkörpers kommt noch die statische Belastung des Unterkörpers hinzu. Bei bestehenden Vorerkrankungen in diesen Bereichen sollte genau untersucht werden, inwiefern diese den Anforderungen gewachsen sind. Neben der Voraussetzung Schwimmen zu können, bedarf es insbesondere im Slalom auch einer ausreichenden Sehschärfe.
Wie bei jeder Wassersportart, gibt es die speziellen Risiken der Umgebung. Neben der sorgfältigen Abschätzung der Risiken im Verhältnis zum eigenen Können ist auch eine Schutzkleidung vor Nässe, Kälte und Sonneneinstrahlung essentiell, sowie die Verwendung von Schwimmwesten wie auch der Schutz des Kopfes.
Grundsätzlich zählt Kanusport (außerhalb schweren Wildwassers) aber zu den risikoarmen Sportarten und kann vom Kindes- bis zum Seniorenalter betrieben werden.

## Kanusportarten

### Freizeitsportarten

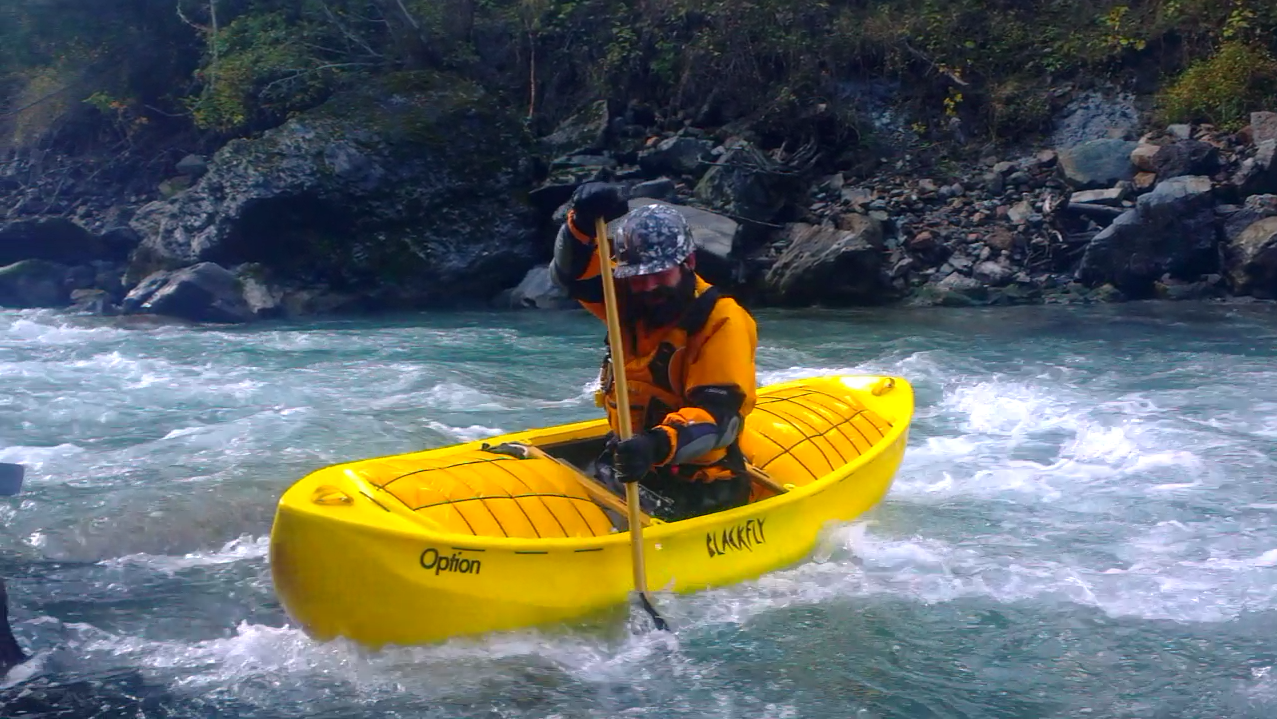
WW Open Canoeing – Paddler auf dem Inn, "Giarsun" Sektion, WW III-IV; in einem aktuellen Open Canoe für schweres Wildwasser – gut erkennbar die hierfür notwendigen Auftriebskörper.

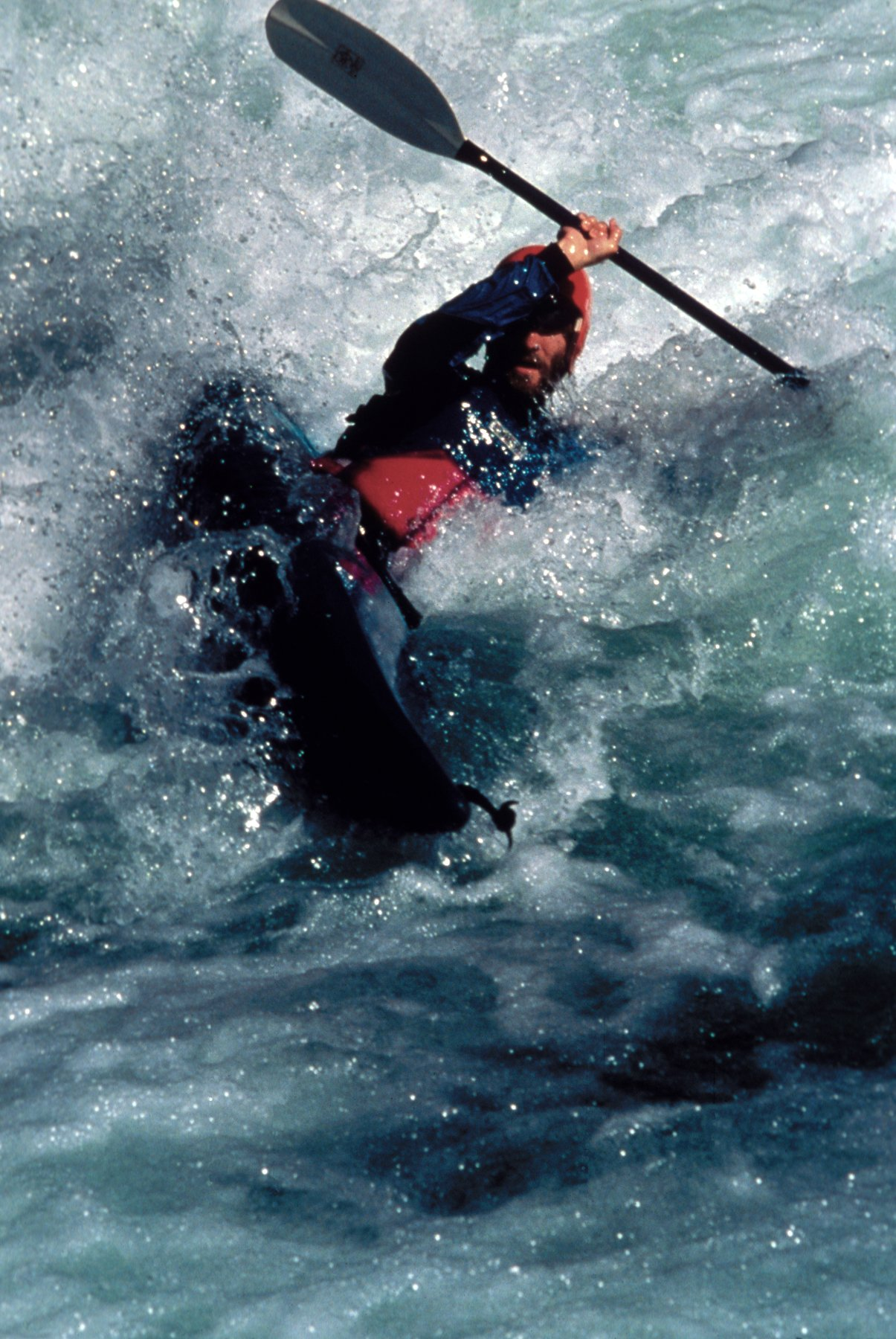
Wildwasserkajak

Disziplinen, die ohne ein etabliertes Wettkampfsystem ausgeübt werden:
- Kanuwandern (auch Tourenpaddeln oder Wanderpaddeln). Das Befahren eines meist ruhigen Gewässers mit einem Kanu wird von mehr als 98 % der Kanuten in Deutschland betrieben. Neben kurzen Strecken werden auch längere Touren unternommen und traditionell in Kombination mit Camping oder über Kanustützpunkte betrieben. Wegen der relativ abgeschiedenen Strecken in Nordamerika und Skandinavien herrschen dort die Kanadier mit ihrer hohen Transportkapazität und dem einfacheren Aussteigen und Umtragen bei Hindernissen vor, während die meisten Kanuten in Deutschland den Kajak verwenden. Die relativ geringen körperlichen Anforderungen bei einfachen Gewässern führen zu großer Verbreitung. Die Sportart kann auch noch im hohen Alter oder als Familie mit Kindern ausgeübt werden.
- Seekajakfahren (auch Salzwasser-, See- oder Küstenpaddeln), ist das Kajakfahren auf Großgewässern, die am häufigsten praktizierte Form des Kanuwanderns. Es erfordert neben Kenntnissen der Navigation die Berücksichtigung von Gezeiten und Wetter. Die Anforderungen an körperliche Fitness, Beherrschen von Rettungstechniken und Ausrüstung sind bedeutend höher.
- Wildwasserpaddeln, hat einen fließenden Übergang zum Wasserwandern und wird auf Wildwasser betrieben. Unterschiedliche Boote können je nach Gewässer und Schwierigkeitsgrad verwendet werden. Dabei ist die genaue Erkundung und Berücksichtigung von Pegelständen erforderlich. Viele Kanuvereine und Kanuschulen bieten eine Unterweisung an die notwendigen Paddel- und Rettungstechniken an. Diese Gewässer werden zum Teil auch beim Rafting verwendet.
- Playboating (früher bekannt als Kanurodeo) ist der spielerische Umgang mit dem Wildwasser. In den letzten Jahren hat die Beliebtheit dieser Sportart stärker zugenommen als die der traditionellen Disziplinen. Auch viele Wildwasserpaddler führen bei ihren Touren an geeigneten Stellen Figuren durch. Jedoch sind die speziellen Boote für diese Kanuakrobatik nicht für alle Wildwasserstrecken geeignet, und umgekehrt gelingen mit anderen Wildwasserbooten diese Figuren nicht so leicht.

### Wettkampfsportarten

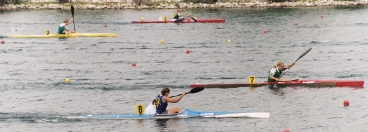
Einer-Renn-Kajaks im Rennen bei den westdeutschen Kanurennsportmeisterschaften 2003

Disziplinen, die ein regelmäßiges Wettkampfsystem wie Olympische Spiele, World Games, Welt- oder Europameisterschaften etabliert haben:
- Kanurennsport ist seit 1936 olympische Sportart und wird im Kajak oder Kanadier auf stehendem Gewässer in geraden Bahnen ausgetragen. Kanurennsport hat unter den Wettkampfsparten des Kanusports die längste Tradition: Seit 1919 gibt es deutsche Meisterschaften, seit 1936 ist er fester Bestandteil des olympischen Programms. Die ersten Weltmeisterschaften fanden 1938 in Vaxholm (Schweden) statt. Olympische Disziplinen sind Einer-, Zweier- und Vierer-Kajak sowie Einer- und Zweier-Canadier (jeweils Damen und Herren). Übliche Wettkampfstrecken sind 200, 500 und 1000 m. Rennen für Menschen mit Behinderung werden Paracanoe genannt und sind seit 2009 Teil der Weltmeisterschaften.

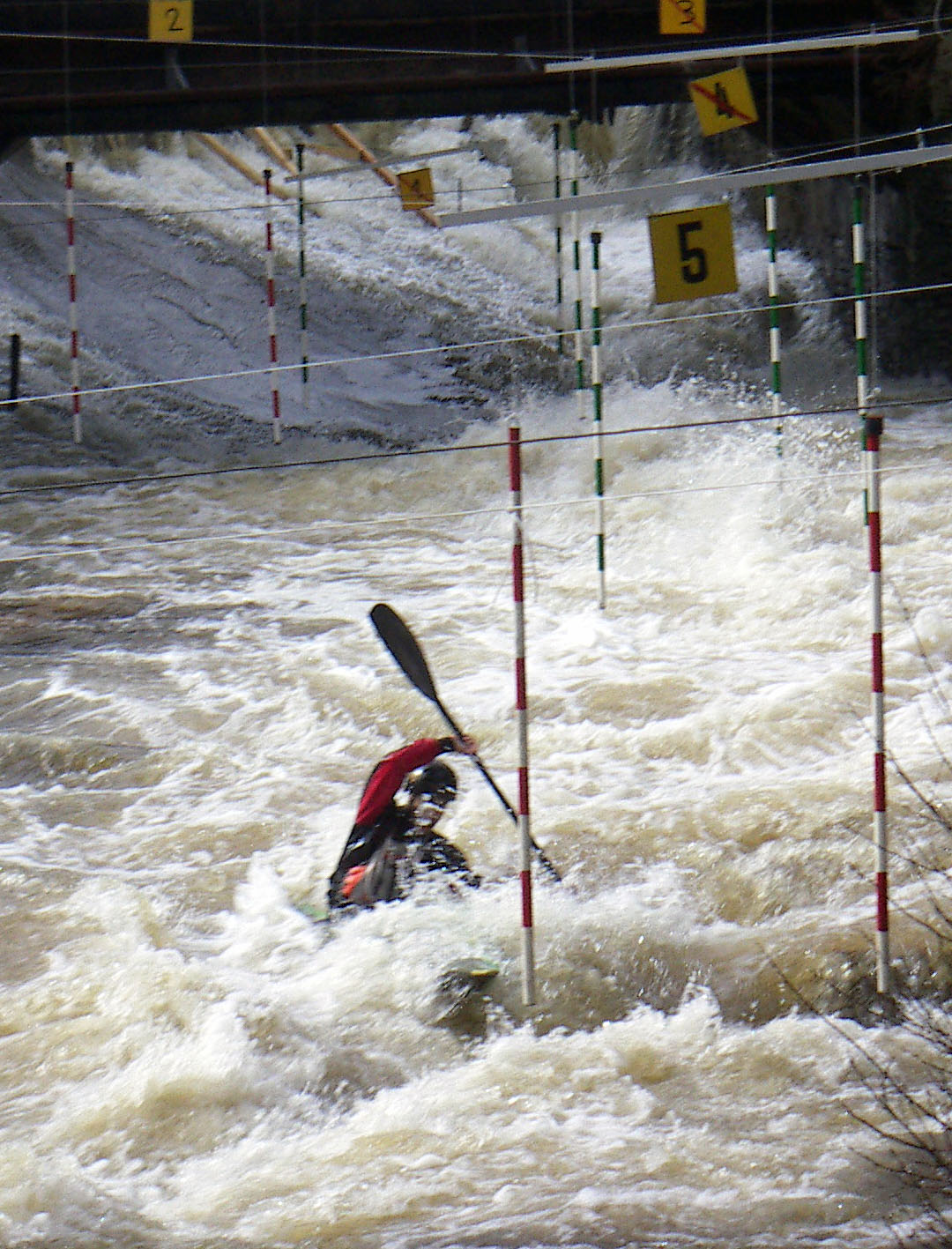
Kanuslalom, Monschau/Eifel, Naturstrecke

- Kanuslalom ist eine olympische Sportart, bei dem eine durch Tore vorgeschriebene Strecke auf bewegtem, schnell fließendem Wasser in kürzester Zeit möglichst fehlerfrei befahren wird. Erfunden wurde der Kanuslalom Anfang der 1930er Jahre auf den Wildwassern im Alpenraum. Seit 1949 werden im Kanuslalom Weltmeisterschaften veranstaltet. Kanuslalom wurde erstmals 1972 in Augsburg auf dem Eiskanal als olympische Disziplin ausgetragen. Die Kosten für die Wildwasseranlage beliefen sich auf 17 Millionen Mark. Nach München folgt eine 20-jährige Olympiapause. Erst 1992 in Barcelona wurde Kanuslalom wieder olympisch. Nur 1996 wurden in Atlanta die Slalom-Wettbewerbe auf einer Naturstrecke, dem Ocoee River, ausgetragen, ansonsten wurden auch wegen der verschärften Regeln die Wettkämpfe auf künstlichen Strecken durchgeführt. Die hohen Investitionen waren wiederholt ein Grund für Überlegungen, die Sportart aus dem Programm der Olympischen Spiele zu streichen. Olympische Disziplinen sind Einer-Kajak und Einer-Canadier (jeweils Damen & Herren).
- Wildwasserrennsport gehört zu den ältesten Wettkampfdisziplinen des Kanusports. Im Wildwasser wird eine festgelegte Strecke auf Zeit durchfahren. Wettkampfdisziplinen sind Einer-Kajak (Damen & Herren) sowie Einer- (Damen & Herren) und Zweier-Kanadier (nur Herren) als Einzel- und Mannschaftsrennen. Es gibt alle zwei Jahre Weltmeisterschaften und eine jährlich ausgetragene Weltcup-Serie. Seit einigen Jahren werden Wettkämpfe sowohl auf einer Sprintstrecke als auch auf der „klassischen“ Langdistanz ausgetragen.

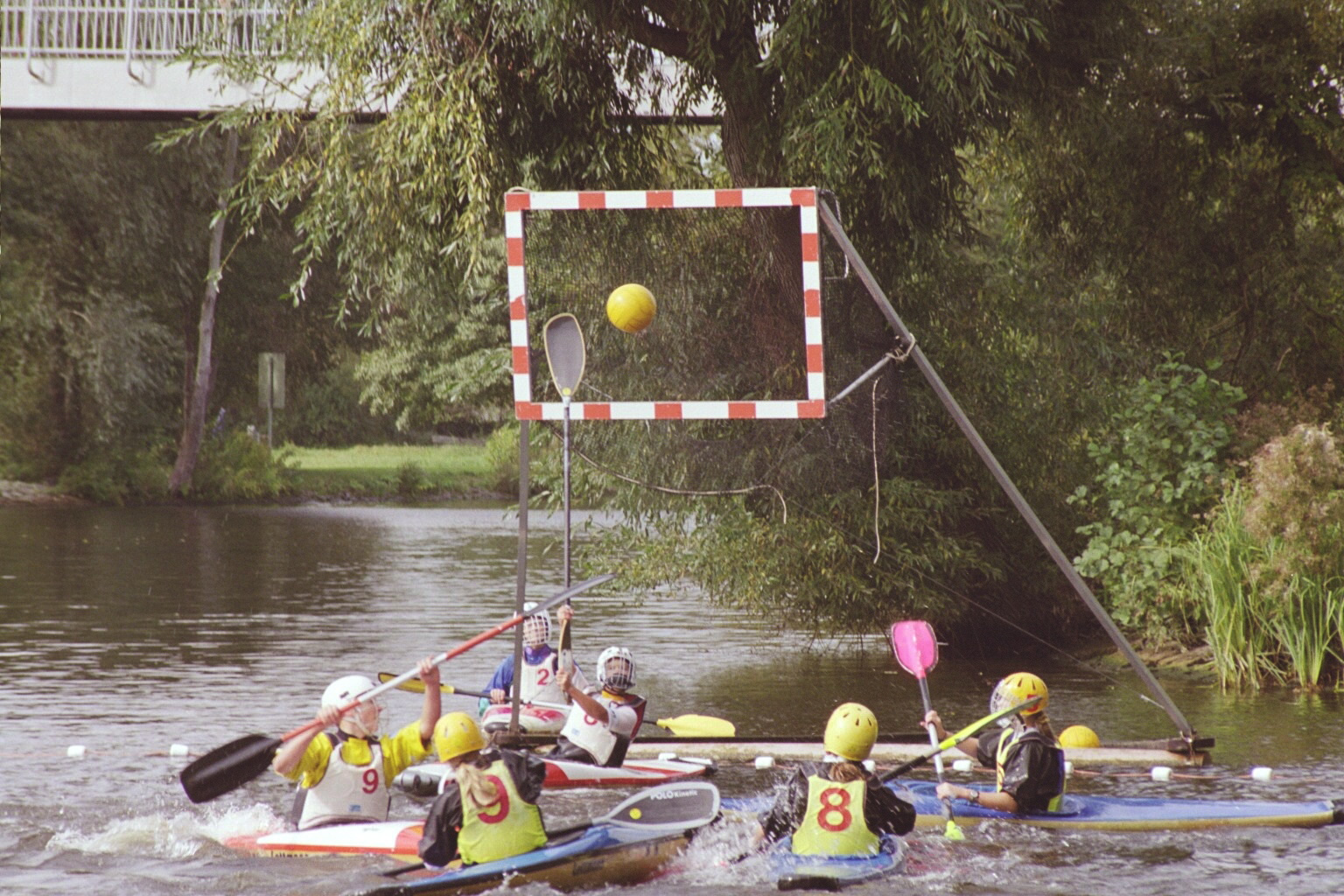
Kanupolo-Spieler beim Werfen auf das Tor

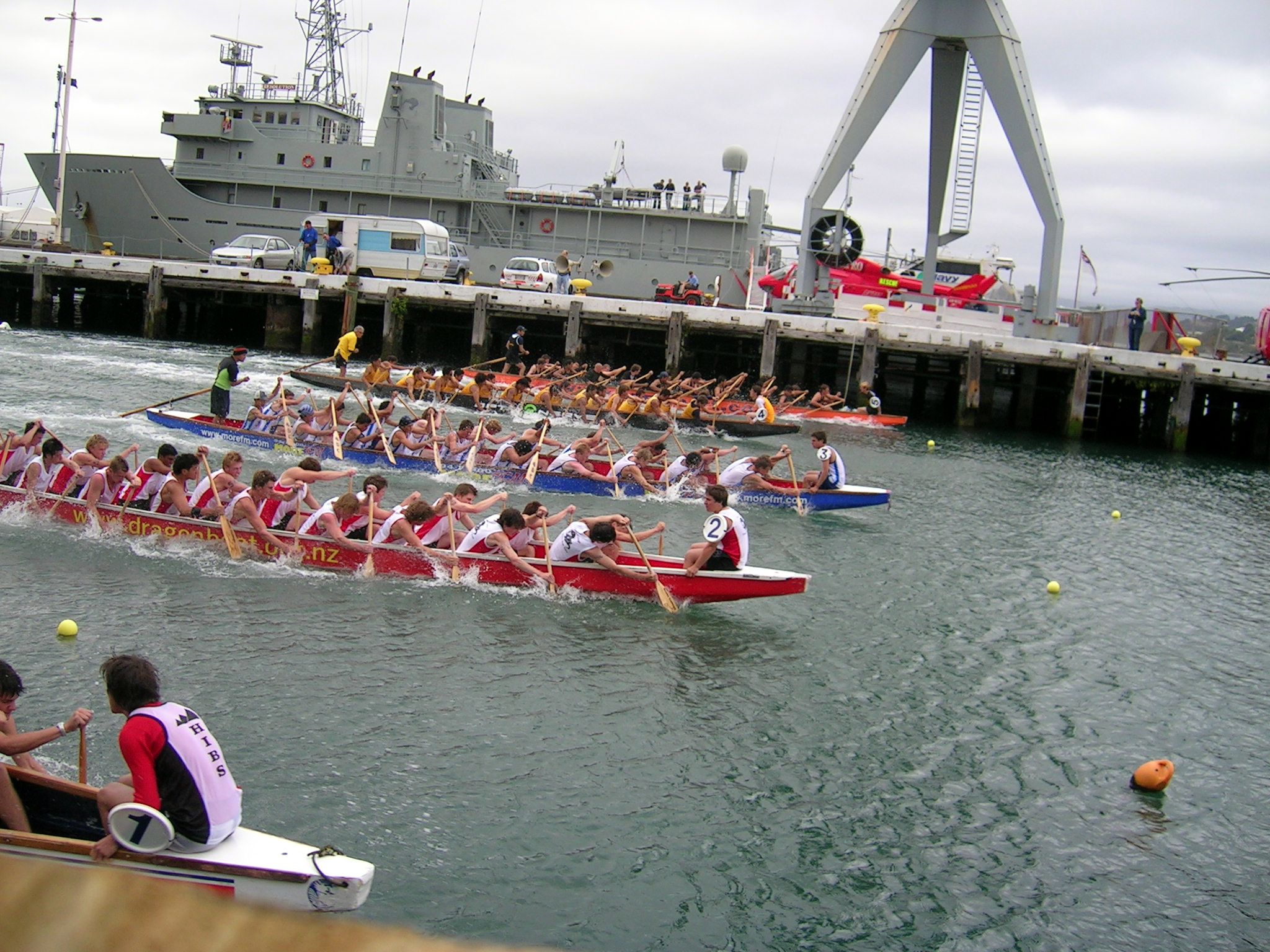
Wellington Dragon Boat Festival 2005

- Beim Kanupolo versuchen zwei Mannschaften, einen Ball mit dem Paddel oder der Hand in das gegnerische Tor zu bringen. Die ersten noch an den Fußball angelehnten Regeln wurden 1926 verabschiedet und 1928 wurden die ersten deutschen Meisterschaften durchgeführt. Erst mit dem Aufkommen der Plastikboote in den 1960er Jahren nahm die Popularität wieder zu. Neue internationale Regeln mit einem kleineren Spielfeld und speziellen Kajaks wurden 1991 eingeführt, und seit 1994 werden Weltmeisterschaften ausgetragen. Kanupolo gehört zum Programm der World Games.
- Rennen in Drachenbooten werden in großen, meist mit Drachenkopf geschmückten Booten auf geraden Bahnen ausgetragen. In Europa übliche Boote sind 12,5 m lang und haben 16–20 mit Stechpaddeln ausgerüstete Paddler, einen Trommler im Bug und einen Steuermann im Heck. Drachenboote gibt es seit langer Zeit in Asien. Das erste Drachenbootrennen in Deutschland fand 1987 im Rahmen der Kanurennsport-WM in Duisburg statt. Seit 1990 gibt es regelmäßige Wettkämpfe, seit 1992 deutsche Meisterschaften und seit 1995 Weltmeisterschaften. Im Jahr 2005 war Drachenboot Demonstrationssportart bei den World Games. Wichtigste Wettkampfstrecken sind 250 und 500 m. Daneben gibt es zahlreiche Wettkämpfe ohne Meisterschaftscharakter für so genannte Fun-Teams.
- Kanumarathon ist eine Variante des Kanurennsports und wird auf einer Streckenlänge von meist 42,195 Kilometer mit obligatorischen Portagen seit 1982 als Weltcup und seit 1988 als Weltmeisterschaften ausgetragen. Liegt beim Weltcup der Schwerpunkt bei der Mannschaftswertung, so liegt er bei den Weltmeisterschaften auf den einzelnen Kanuten.
- Kanusegeln ist eine Variante des Segelsports, die in sehr schlanken Spezialbooten ausgetragen wird. Die Boote sind die schnellsten Einrumpfsegler und Vorbilder für Segeljollen. Im Gegensatz zu diesen besitzen sie jedoch kein Spiegelheck, sondern (wie Kanus) ein Spitzheck.
- Beim Rafting wird mit einem Floß gefahren. Meist wird ein Fluss im Wildwasser mit einem Schlauchboot befahren. Es gibt unterschiedliche Disziplinen wie zum Beispiel Sprint oder Slalom und auch Kombinationen davon.
- Kanu-Freestyle, die Wettkampfform des Playboating. Gewertet wird die Anzahl von Figuren in verschiedenen Bootsklassen (Kajak, Kanadier, Offene Kanadier, Squirt).
- Stand-up-Paddling (SUP) ist die jüngste Variante des Kanusport. Entstanden aus dem Surfsport, hat sich hier ein Wettkampfsystemmit Kurz- und Langstreckenrennen etabliert.
- Surf Ski Wettkämpfe werden über Streckenlängen von 700 m bis ca. 20.000 m ausgetragen. Die meisten Sprintrennen sind in den Wettkämpfen der Rettungssportler eingebunden, wo auch Europa- und Weltmeistertitel vergeben werden. Mittlerweile werden auch einige Langdistanzrennen in Deutschland angeboten. Weltcuprennen finden bisher ausschließlich in Australien und Südafrika statt, das bekannteste Rennen ist das Molokai-Rennen auf Hawaii.

Weitere Kanu-Disziplinen ohne offizielle Meisterschaften:
- Kanumehrkampf und Kanutriathlon. Zusätzlich zum Paddeln kommen beim Kanutriathlon noch Radfahren und Laufen hinzu. Zum Teil gibt es auch Wettkämpfe mit weiteren Sportarten, z. B. beim Dolomitenmann.
- Auslegerkanu. Outrigger-Sport ist eine Kanusportart, die ihren Ursprung im polynesischen Raum hat, und Nationalsport auf Tahiti und Hawaii ist. Dort finden auch offizielle Meisterschaften statt. Die Katamarane und Proa haben ihre Ursprünge im Auslegerkanu.
- Extreme Racing wird auf Wildwasser mit einem hohen Schwierigkeitsgrad (typischerweise Grad V) und Wasserfällen gefahren.
- Kanubasketball ist eine nicht sehr weit verbreitete Art eines Kanuspiels.
- Kanusurfing. Ähnlich dem Playboating werden in speziellen Booten Figuren in der Brandung gewertet.
- Snowkajak Wettkampf im Winter auf Skipisten.

Das Einstiegsalter für den Kanuwettkampfsport liegt bei fünf bis zehn Jahren. Die Wertungen beginnen ab sieben Jahren.

## Kanuten
Erfolgreichste Kanusportlerin der Welt ist Birgit Fischer, die bei Olympischen Spielen insgesamt zwölf Medaillen gewann, darunter achtmal Gold.
Bei den Männern führt der Schwede Gert Fredriksson mit acht Medaillen zwischen 1948 und 1960, davon sechsmal Gold im Einer-Kajak, einmal Gold im Zweier-Kajak und einmal Bronze im Einer.
Bei den Canadiern führt Andreas Dittmer das Feld an, mit sieben Weltmeister- und mehr als drei Olympiatiteln ist „Stifti“ der erfolgreichste Renncanadierfahrer der Welt.
Andreas Dittmer hörte 2008/09 mit seiner leistungssportlichen Karriere auf. Er wurde würdig von allen seinen Fans, Trainern und Familienmitgliedern im Sportgymnasium Neubrandenburg verabschiedet.
2004 erhielten den Bambi: Birgit Fischer, Katrin Wagner-Augustin, Maike Nollen, Carolin Leonhardt, Andreas Dittmer, Ronald Rauhe, Tim Wieskötter, Christian Gille und Tomasz Wylenzek für ihre Erfolge bei den Olympischen Spielen 2004 in Athen.

### Geschlechtsspezifische Unterschiede
Frauen haben andere Kraftmöglichkeiten im Oberkörper und den Armen, sodass sie anders trainieren und fahren müssen, da es hochsignifikante Unterschiede beim Verhältnis der Beugung zur Streckung der Arme gibt. Während dieses Zieh-zu-Schieb-Verhältnis bei australischen Spitzenfahrerinnen 147 % betrug war es bei Spitzenfahrern 129 %. Dies ist vor allem auf die ungünstigeren Werte der Frauen beim Dehnungs-Verkürzungs-Zyklus des Oberkörpers zurückzuführen. Die Unterschiede in den unteren Extremitäten sind längst nicht so groß. Diese spielen aber im Kanusport eine geringere Rolle.

## Organisation
Der Deutsche Kanu-Verband wurde 1914 gegründet. Er besteht aus 18 Landesverbänden. Die 100. Deutsche Kanu-Rennsport-Meisterschaft und Para-Meisterschaft wurde vom 8. bis 15. August 2021 in Hamburg ausgetragen.
Die Salzwasser Union ist der Verband der Seekajakfahrer in Deutschland.
Der Internationale Kanuverband (International Canoe Federation) wurde 1946 gegründet.

## Olympischer Kanusport bei Olympischen Spielen und Special Olympics
Kanusport ist seit 1936 mit unterschiedlichen Disziplinen im Programm der Olympischen Spiele vertreten. Seit 1992 besteht das Programm der olympischen Kanuwettkämpfe aus zwölf Disziplinen des Kanurennsports und vier Disziplinen des Kanuslaloms.
Menschen mit geistiger oder mehrfacher Behinderung üben Kanusport bei den Special Olympics aus.